# Ciklon
Cikloni so velika sklenjena območja nizkega zračnega tlaka. Imajo obliko nepravilnih krogov s premerom od nekaj sto do nekaj tisoč kilometrov. Prinašajo slabo vreme z oblačnostjo in padavinami. Pogosto uporabljamo tudi izraza barične depresije ali minimumi.
Ciklon nastane ko vetrovi pri tleh pihajo iz robnih delov ciklona proti središču. Ker nanje delujejo različne sile, ne pihajo naravnost, ampak ukrivljeno. Na severni polobli pihajo v nasprotni smeri urinih kazalcev, na južni pa obratno. V središču ciklona se zrak steka in dviguje. Pri tem se adiabatno ohlaja, kar povzroči kondenzacijo in padavine. Nasprotno kroženje zraka pa je značilno za anticiklone (zanje uporabljamo izraz maksimumi). Ne smemo jih zamenjevati s tropskimi cikloni.